# Ньошател
Вижте пояснителната страница за други значения на Ньошател.
Ньошатѐл (на френски: Neuchâtel, на български се употребява и грешният правопис Нюшател) също Нойенбург (на немски: Neuenburg – „нов замък“) е град в Западна Швейцария. Главен административен център на кантон Ньошател. Разположен е на северния бряг на езерото Ньошател, на 43 km на запад от столицата Берн. Първите сведения за града като населено място датират от 1011 г., когато тук е построен замък. Има жп гара. Населението му е 32 333 души по данни от преброяването през 2008 г.

## Спорт
Представителният футболен отбор на града се казва Ньошател Ксамакс. Дългогодишен участник е в Швейцарската Суперлига.

## Побратимени градове
- Сансеполкро, Италия
- Безансон, Франция

## Личности
Родени в Ньошател
- Жан Пиаже – швейцарски биолог, психолог, логик и философ

Починали в Ньошател
- Фридрих Дюренмат – швейцарски драматург, белетрист, поет